# Augusto Casimiro

Augusto Casimiro dos Santos

Augusto Casimiro dos Santos (São Gonçalo, Amarante, 11 de maio de 1889 — Lisboa, 23 de setembro de 1967), mais conhecido por Augusto Casimiro, foi um poeta, memorialista, jornalista e comentarista político português e destacado opositor republicano ao regime político do Estado Novo.
Fez parte do grupo que fundou a Renascença Portuguesa (1912) e, dez anos mais tarde, do grupo de intelectuais que lançou a revista Seara Nova, que dirigiu entre 1961 e 1967.

## Biografia
Augusto Casimiro dos Santos nasceu a 11 de maio de 1889, em Amarante, localidade onde fez os seus estudos primários e liceais. Aos 16 anos, tendo escolhido a carreira militar, assentou praça no Regimento de Infantaria de Coimbra. Frequentou então estudos universitários em Coimbra e, depois, o Curso de Infantaria da Escola do Exército, de que saiu graduado em 1909.
Cedo se revelou como poeta e cronista, estreando-se como autor em 1906 e iniciando a sua colaboração na imprensa periódica na década de 1910. Também por esta altura aderiu aos ideais republicanos.
Como tenente, participou no Corpo Expedicionário Português enviado à Flandres (1917-1918) na sequência da entrada de Portugal como Estado beligerante na Grande Guerra. Foi condecorado com a Cruz de Guerra, fourragère da Torre e Espada, grau de Oficial da Ordem Militar de Cristo (31 de julho de 1919), medalha de Ouro de Bons Serviços, Military Cross, Legião de Honra, grau de Oficial da Ordem Militar de Avis (5 de outubro de 1921) e Ordem Militar de Sant'Iago da Espada (grau de Cavaleiro a 15 de fevereiro de 1919 e grau de Comendador a 14 de fevereiro de 1920). Foi promovido a capitão durante a campanha.
Após o termo da Grande Guerra, lecionou no Colégio Militar, sendo de seguida integrado como adjunto a campanha que visava a delimitação da fronteira entre Angola e o então Congo Belga, trabalhando sob a direção de Norton de Matos, então Alto Comissário da República em Angola. Nesse período foi Governador do Distrito do Congo e Secretário Provincial e Governador interino de Angola (1923-1926). Regressou a Portugal em consequência do Golpe de 28 de Maio de 1926.
Este período de permanência em Angola, levou-o a escrever largamente sobre temática de caráter colonial.
Ligado aos movimentos de oposição republicana à Ditadura Militar instaurada em 1926, participou na chamada Revolta da Madeira (1931), sendo então demitido do Exército e, entre 1933 e 1936, desterrado em Cabo Verde. Foi reintegrado em 1937, após o que passou à reserva.
Manteve a sua ligação à oposição democrática ao Estado Novo, tendo integrado o Movimento de Unidade Democrática em apoio à candidatura presidencial de Norton de Matos.
Manteve grande atividade literária, publicando em múltiplos periódicos, com destaque para as revistas A Águia e Seara Nova, e também se encontra colaboração da sua autoria nas revistas Serões (1901-1911), Azulejos  (1907-1909), Amanhã  (1909),  Atlantida (1915-1920), Homens Livres  (1923) e Conímbriga  também de 1923. A sua vasta obra inclui poesia e prosa que vai da ficção, ensaio histórico e memorialismo aos estudos e artigos de intervenção política. Privou com Teixeira de Pascoaes (seu conterrâneo), Jaime Cortesão e Raul Proença, entre outros.
Augusto Casimiro faleceu a 23 de setembro de 1967.

## Obra publicada
Augusto Casimiro iniciou-se como poeta publicado em 1906 com a obra Para a Vida, apenas voltando a publicar poesia em 1954 com a obra Portugal Atlântico — Poemas de África e de Mar. Entretanto tinha-se dedicado ao romance, às memórias e ao jornalismo, tendo publicado, entre outros, os romances A Vitória do Homem (1910), A Primeira Nau (1912), À Catalunha (1914), Primavera de Deus (1915), Livro das Bem-Amadas (1921) e A Vida Continua (1942).
Traduziu a obra de D. Francisco Manuel de Melo, D. Teodósio II (1944) e elaborou a biografia de D. Catarina de Bragança, que publicou com o título de Dona Catarina de Bragança, Rainha de Inglaterra, Filha de Portugal (1956).
A sua participação no Corpo Expedicionário Português enviado para o teatro da Grande Guerra na Flandres  levou-o a publicar várias obras sobre esta temática, com destaque para Nas Trincheiras da Flandres (1919), Sidónio Pais: Algumas Notas sobre a Intervenção de Portugal na Guerra (1919) e Calvários da Flandres (1920). Em 1929, a sua obra Nova Largada – Romance de África ganhou o prémio do Concurso de Literatura Colonial.
Entre outras, publicou as seguintes obras:
- Para a Vida, 1906
- A Vitória do Homem, 1910
- A Tentação do Mar, 1911
- A Evocação da Vida, 1912
- O Elogio da Primavera, 1912
- A Primeira Nau, 1912
- À Catalunha, 1914
- Primavera de Deus, 1915
- A Hora de Nun'Álvares – versos , 1916
- Nas trincheiras: fortificação e combate (coautoria com Mouzinho de Albuquerque), 1917
- Nas Trincheiras da Flandres (com desenhos de Diogo de Macedo e Cristiano Cruz), 1918
- Sidónio Pais": algumas notas sobre a intervenção de Portugal na Grande Guerra, 1919
- Calvário da Flandres: 1918, 1920
- Oração Lusíada
- Portugal e o mundo: um sentido português, 1921
- O Livro das Bem Amadas, 1921
- O meu amor: onde está o meu amor?, 1921
- O Livro dos Cavaleiros, 1922
- Naulila: 1914, 1922
- A Educação Popular e a Poesia, 1922
- África Nostra, 1923
- Nova Largada – Romance de África, 1929
- Ilhas Crioulas, 1935
- A Alma Africana, 1936
- Paisagens de África, 1936
- Cartilha Colonial, 1937
- Momento na Eternidade, 1940
- Portugal Crioulo, 1940
- A Vida Continua, 1942
- O Segredo de Potsdam, 1945
- Assistência indígena: política de cooperação, 1945
- Lisboa Mourisca: 1147-1947, 1947
- Conquista da Terra: Hidráulica Agrícola Nacional
- Nun'Álvares e o seu Monumento, Dois artigos e uma carta a D. Luiz Vaz de Almada, 1949[10]
- Portugal na História, 1950
- S. Francisco Xavier e os Portugueses, 1954
- Portugal Atlântico – Poemas da África e do Mar, 1955
- Dona Catarina de Bragança: Rainha de Inglaterra, filha de Portugal, 1956
- Angola e o Futuro: alguns problemas fundamentais
- Obra Poética de Augusto Casimiro (prefácio de José Carlos Seara Pereira), Imprensa Nacional – Casa da Moeda, Lisboa, 2001 (ISBN 972-27-1075-3).